# Ensenada
Ensenada là một đô thị thuộc bang Baja California, México. Năm 2005, dân số của đô thị này là 413481 người.